# Крамер, Генрих
Генрих Крамер (нем. Heinrich Kramer, также известный как Генрикус Инститор (лат. Henricus Institor); ок. 1430, Вольный город Шлеттштадт — 1505, Кромержиж, Моравия, Священная Римская империя) — немецкий монах доминиканского ордена, автор известного трактата по демонологии «Молот ведьм». Один из активных сторонников охоты на ведьм.
Помещенная на титульном листе книги форма имени «Инститорис» представляет собой латинский генитив — родительный падеж — и читается как «„Молот ведьм“ от Инститора»; часто этот генитив ошибочно принимается за номинативную форму имени. Латинское слово Institor представляет собой точный перевод на латинский язык немецкого слова Kramer — торговец мелочью.

## Происхождение. Ранние годы
Генрих Крамер родился в бедной семье. В 1445 году он вступил в родном городе в орден доминиканцев. До 1474 года обучался в латинской школе, изучая философию и теологию.
В 1474 году за неприязненную по отношению к императору Фридриху проповедь был подвергнут аресту. Вторично был арестован в 1482 году за растрату денег от продажи индульгенций.
В 1479 году, после короткого пребывания в Риме, был назначен инквизитором орденской провинции Аллемания. В том же году он получил докторскую степень по теологии. Это известно из «Книги немецких героев» Панталеона (1618), однако Тритемий, современник Крамера, в своем «Иллюстрированном каталоге мужей Германии» (1495) называет его просто теологом ордена.

## Деятельность в качестве инквизитора

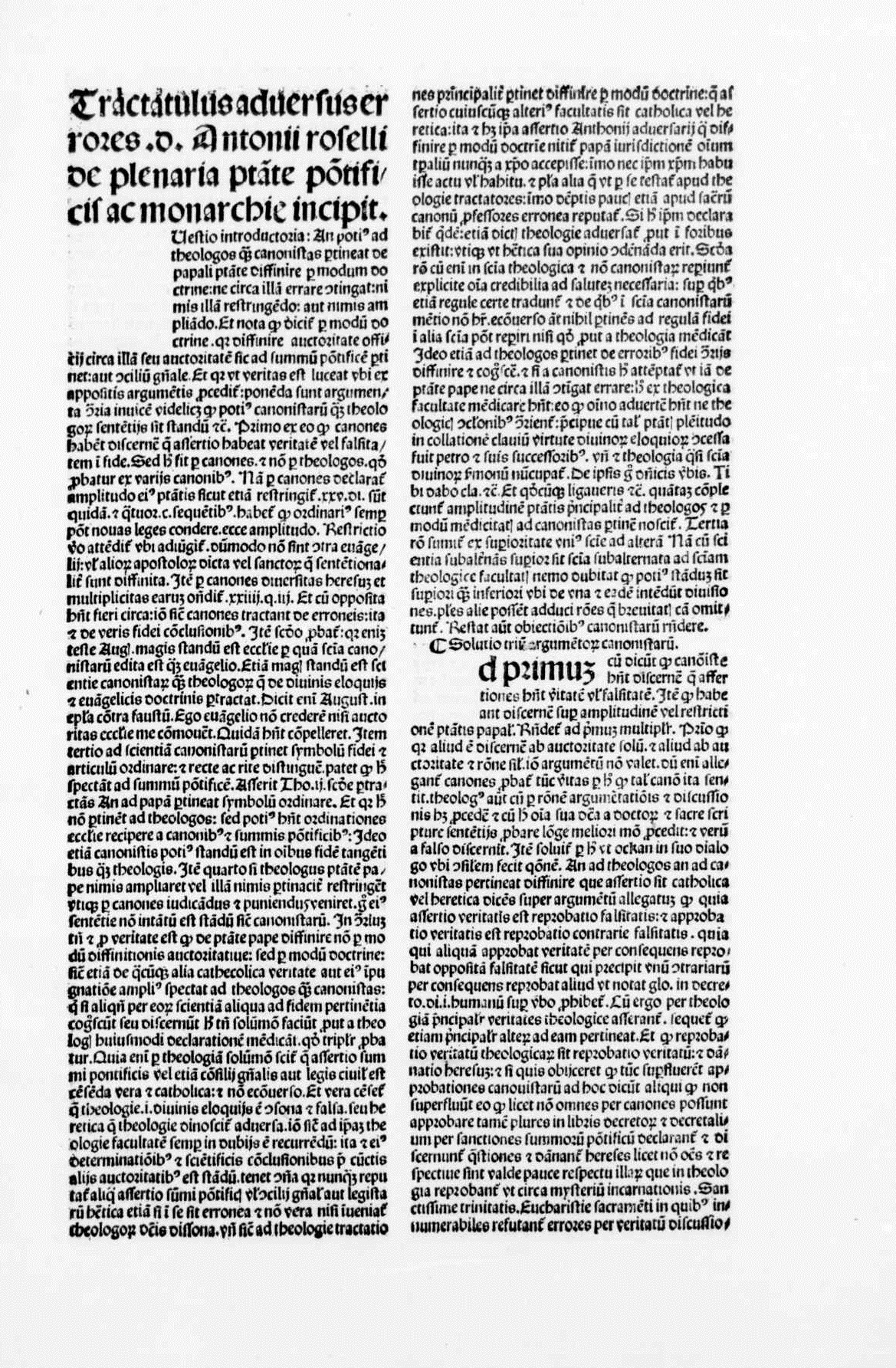
Opusculum in errores Monarchiae Antonii de Rosellis, 1499

Своё первое расследование, уже в должности инквизитора, он провёл в итальянском городке Триенте (в то время в составе Трентского епископства). Тогда речь шла об убийстве двухлетнего мальчика Симонио, в чем обвинили группу иудеев, которая якобы совершила это в ходе ритуального убийства. В ходе этого расследования Генрих Крамер вынес смертный приговор девяти евреям из Триента, убитый ребёнок был причислен к лику святых.
После суда над евреями в Триенте Крамер продолжил вести процессы против ведьм и сект. В 1482 году он стал настоятелем доминиканского монастыря в родном городе, в том же году выпустил брошюру против словенского архиепископа из Краины Андрея Замометича (покончил с собой в Базеле в 1484 году).
По результатам ведовского процесса, проходившего в Равенсбурге (вольный город в составе Швабского союза городов), он приказал сжечь двух женщин на кострах. Именно Генрихом Крамером был в 1484 году составлен текст буллы Summis desiderantes affectibus, которую подписал папа Иннокентий VIII. Согласно тексту «ведовской буллы», власти германских государств должны были всеми силами помогать инквизиторам в борьбе с ведьмами.
После одобрения буллы он приступил к активной борьбе с ведьмами в Бриксенском епископстве, в том числе провёл судебный процесс 1485 года в Иннсбруке (территория Священной Римской империи, с которой теперь будет связана его карьера). Однако против него выступили судьи, рассмотрев материалы допросов. Епископ Инсбрукский освободил обвиняемых женщин и отменил приговоры инквизиции. Крамеру было предложено уехать.

### Молот ведьм
Чтобы оправдаться и составить программу для дальнейших действий, Инститор с февраля 1486 г. приступил к написанию трактата по колдовству. Он начал с краткого руководства по техническим вопросам, но вскоре решил написать более содержательную и амбициозную работу. К 1487 году рукопись знаменитой книги «Молот ведьм» была у него в руках. Книга была выпущена в вольном городе Шпайере в этом же году, а затем несколько раз переиздана. В 1496 году «Молот» напечатал в Нюрнберге Антон Кобергер.
Впоследствии Крамер хвастался, что отправил на костёр 200 ведьм, а также обвинял в ереси тех, кто сомневался в их существовании. Даже его внешний вид вызывал недоверие и страх среди людей. На своих проповедях он предупреждал об опасности искушения дьяволом, запугивал народ и призвал делать доносы при малейшем подозрении, например, при подозрении в сглазе, порче, появлении необычных болезней и т. д. Генрих предостерегал от сокрытия ведьм и помощи им, убеждал всех в теории заговора. Согласно его мнению, действия дьявола и ведьм вот-вот должны были привести к концу света. Удобство созданной им теории состояло в том, что по указанным признакам можно было обвинить почти любого человека. Руководствуясь папской буллой и пытая людей, он искал только виновных, не пытаясь никого оправдать.
В самом названии труда чувствуется весьма нескромная для церковника аллюзия на Евангелие (ср. Евангелие от Иоанна, Евангелие от Матфея). Действительно — Крамер считал, что он послан самим Господом, чтобы очистить этот мир от ереси. В результате автор в 1490 году был сам осужден инквизицией за неадекватные способы допроса.

## Поздние годы
Впоследствии Крамер переехал во владения Габсбургов: с 1488 года он служил в вольном городе Аугсбурге, в 1493—1495 гг. преподавал в качестве профессора Священное писание в Зальцбурге. После недолгого пребывания в Венеции, где он читал лекции по ведовству и в 1499 году выпустил трактат, критикующий позицию итальянского ученого-юриста Антонио Розелли по лишению Папы светской власти, Крамер вернулся обратно. Последняя работа 1501 года, вышедшая в Ольмюце, направлена против вальденцев.
С 1500 года служил в качестве «цензора веры» в Моравии.
Дата смерти Крамера точно неизвестна.
В кинематографе «Генрих Крамер» является персонажем фильма «Уитчвилль: Город ведьм», 2010.

## Сочинения
- Epistola contra quendam conciliistam archiepiscopum videlicet Crainensem. [Strassburg]: [Heinrich Eggestein], [1482].
- Malleus Maleficarum, Maleficas, & earum hæresim, ut phramea potentissima conterens. [Speyer]: [Peter Drach], [1487].
- Tractatus varii cum sermonibus plurimis contra quattuor errores novissime exortos adversus divinissimum eucharistie sacramentum. Nürnberg: Anton Koberger, 1496.
- Opusculum in errores Monarchie. Venetijs: Expensis tamen… Petri Liechtensteyn, 1499.
- Sancte Romane ecclesie fidei defensionis clippeu[s] adversus Walde[n]sium seu Pickardoru[m] heresim … [Iuliomontium]: Conradus Baumgarthen, 1501.